# Acidocalcisome
Les acidocalcisomes sont des organites acides, arrondis et relativement denses en microscopie électronique[Quoi ?]. Riches en calcium et polyphosphate, ils font généralement entre 100 et 200 nanomètres de diamètre. Ils sont présents dans tous les règnes du vivant, leur étude est donc une piste essentielle dans l’approche du dernier ancêtre commun universel (LUCA).

## Découverte
Les acidocalcisomes ont été découverts chez les trypanosomes, puis identifiés chez Toxoplasma gondii, Plasmodium, Chlamydomonas reinhardtii, Dictyostelium discoideum puis chez des bactéries et l'humain.

## Découverte dans le règne Bacteria
Jusqu’en 2003 on pensait que les bactéries ne possédaient pas d’organites, ce qui représente un obstacle sérieux à une meilleure compréhension de LUCA. L’université de l'Illinois à Urbana-Champaign publie alors une étude démontrant que la bactérie Agrobacterium tumefaciens possède un mécanisme de stockage de composés chimiques proche de l’acidocalcisome. L’étude conclut que ce mécanisme existait avant que LUCA ne diverge en les trois règnes aujourd’hui connus. En 2011, le même laboratoire publie la suite de ces travaux en se basant sur l’étude d’une enzyme (V-H+PPase, vacuolar proton-translocating pyrophosphatase) nécessaire au fonctionnement de l’acidocalcisome. L’étude porte sur les trois règnes et établit la présence universelle de cette enzyme.